# مسجد العبودية (كوالا كانغسار)
مسجد العبودية في مدينة كوالا كانغسار هو المسجد الملكي لولاية فيرق في ماليزيا. تم بناؤه في العام 1917.
يعد من أجمل المساجد في ماليزيا. أمر ببنائه سلطان فيرق إدريس مرشد الأعظم شاه بعد أن كان قد نذر ببناء مسجد عظيم إن شفي من مرضه، فشفي وأوفى بنذره.